# Plaza de la Revolución (Teherán)

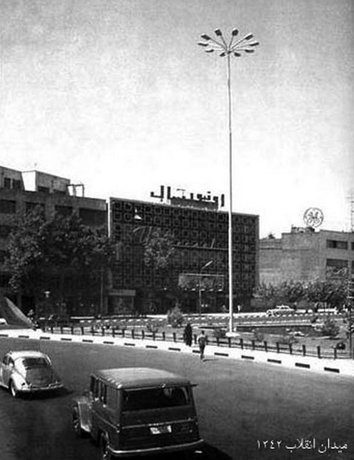
Plaza de Enqelab 1963

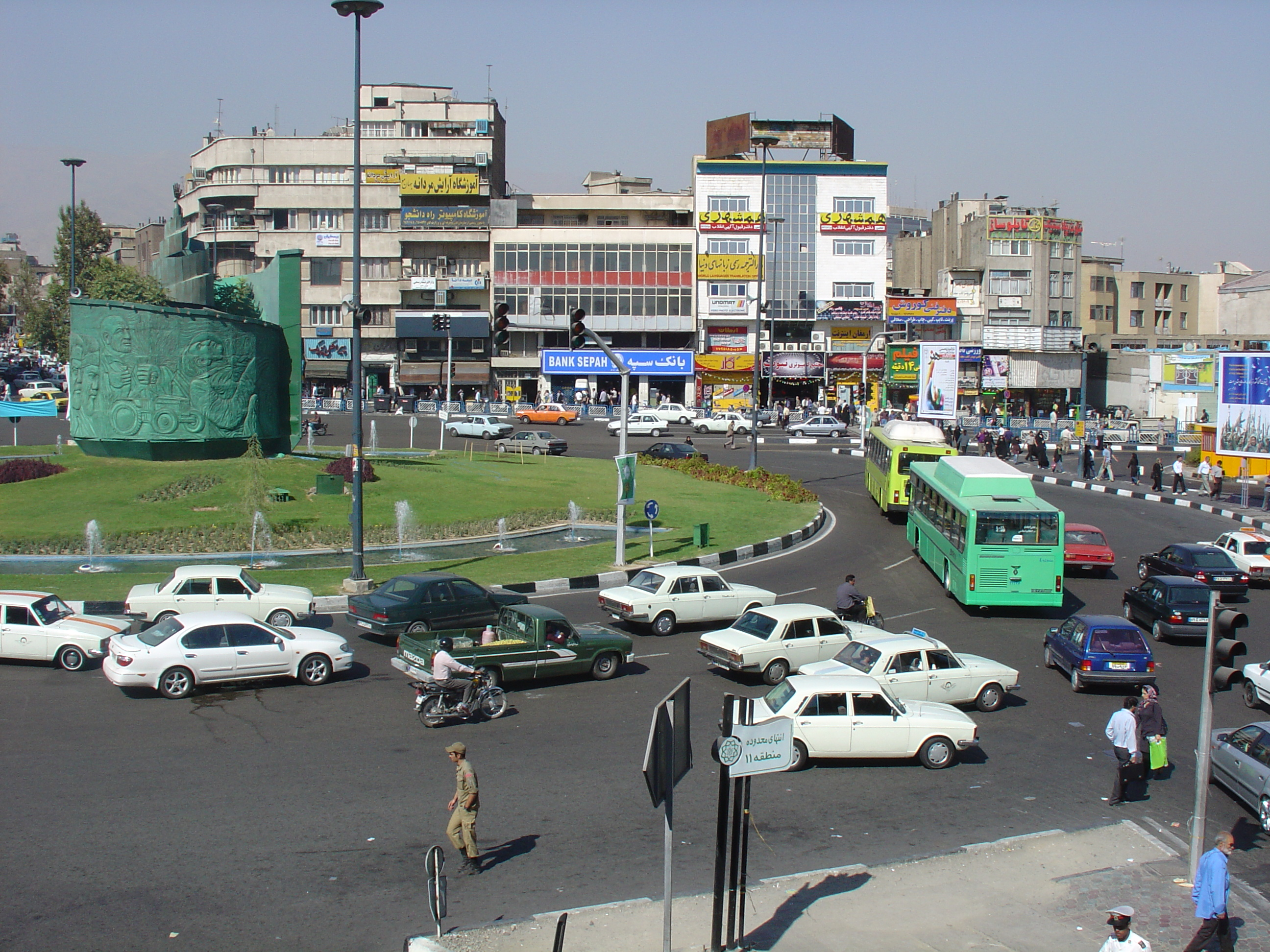
Tehran, plaza de Enghelab 2006

La Plaza de la Revolución (en persa: میدان انقلاب), cuyo antiguo nombre era Plaza del 24 de Esfand o Plaza de la Estatua, se encuentra en Teherán, en el cruce de las calles Enghelaab, Kargar y Azadi, y es considerada una de las plazas más importantes de esta ciudad.
Es una plaza muy concurrida debido a su ubicación céntrica y a su accesibilidad desde otros puntos de la ciudad. La mayoría de las editoriales y librerías se encuentran alrededor de la Plaza de la Revolución así como imprentas grandes y pequeñas. Además, la Universidad de Teherán, la más antigua y grande del país, se encuentra a dos pasos de esta plaza. Esta plaza tuvo un papel sumamente destacado en las manifestaciones que hubo tanto antes como después de la revolución, por lo cual tiene una acusada presencia en la memoria histórica no sólo de los habitantes de Teherán sino de todo el país.

## Historia

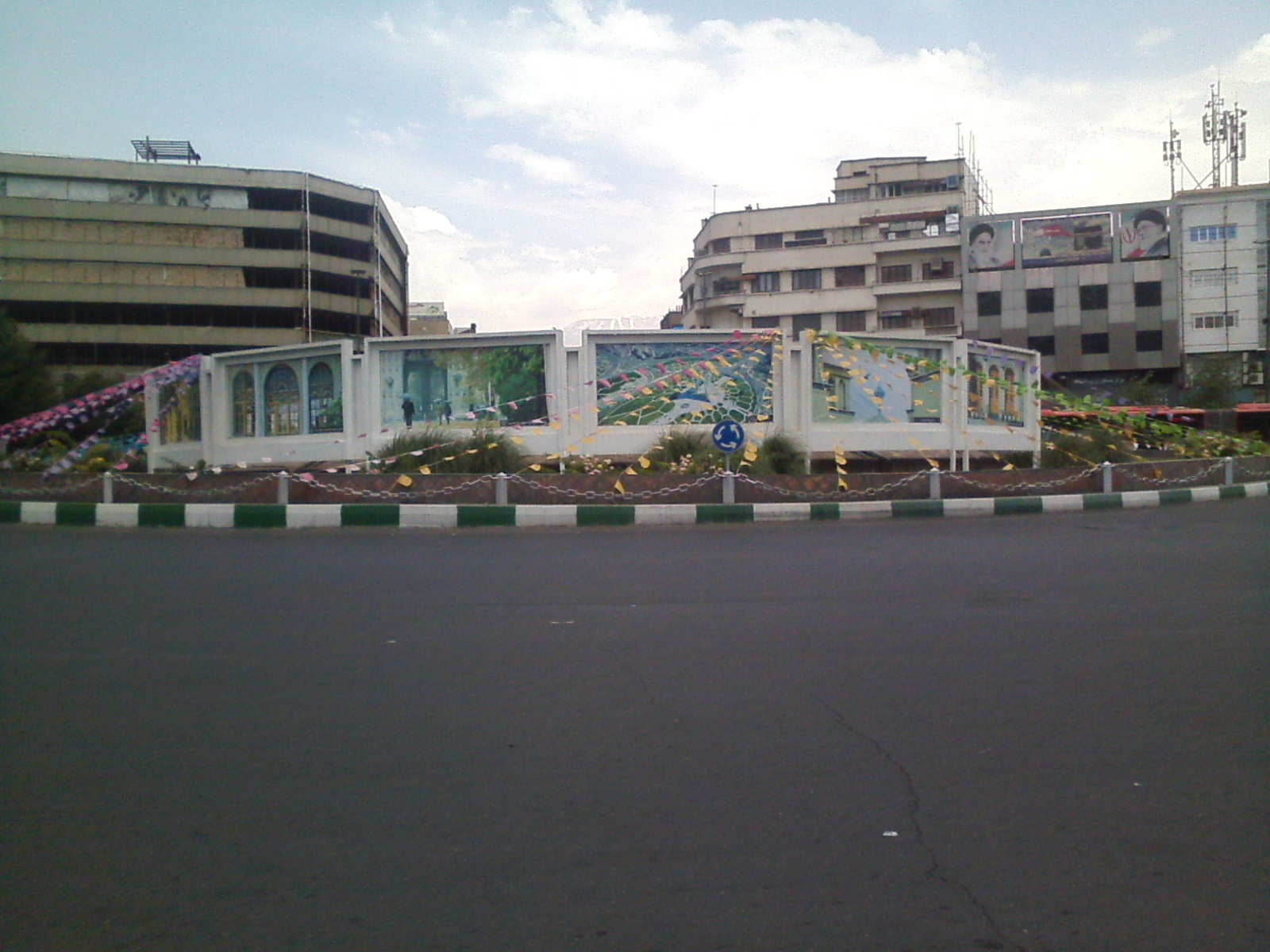
Plaza de Enghelab sin estatua, 2016

Antes de la revolución esta plaza se llamaba 24 de Esfand (15 de marzo), es decir, la fecha del nacimiento de Reza Shah, el padre del rey depuesto en 1979. Era esta la razón por la que en medio de la plaza habían colocado una estatua de Reza Shah, y la razón también por la que se le llamaba Plaza de la Estatua. Tras la revolución se le cambió el nombre por el de Plaza de la Revolución (Meidaan-e-Enghelaab) y se retiró la estatua.
Con el inicio de la reconstrucción de la Plaza de la Revolución y el comienzo de las obras para la construcción de una estación del metropolitano en la plaza, el ayuntamiento de la capital se plantea la elaboración de una nueva estatua para, lo cual aún no se ha llevado a cabo, por lo cual la plaza continua sin estatua.
- Datos: Q5379485
- Multimedia: Enqelab Square (Tehran) / Q5379485